# Minari (Automarke)

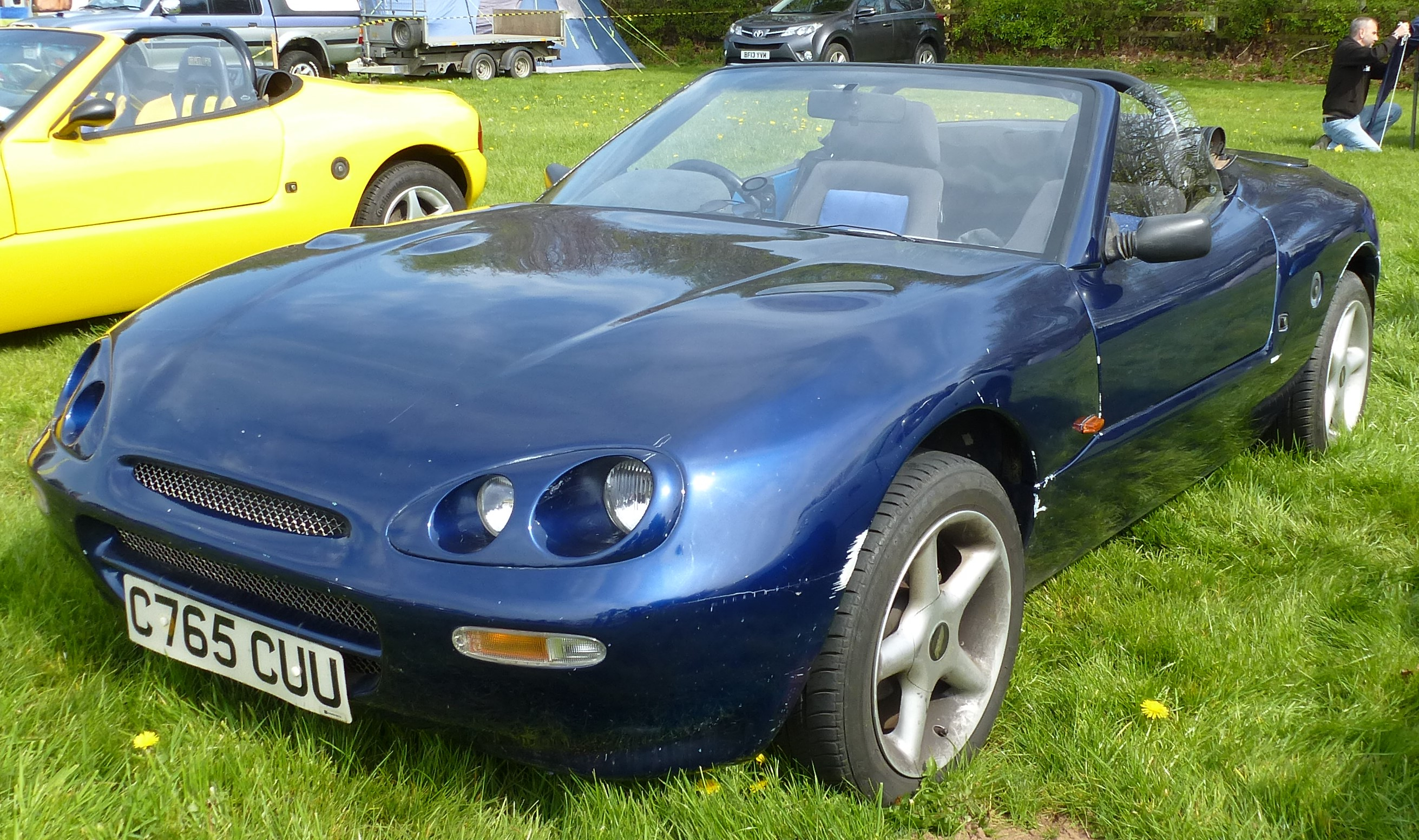
Minari Roadsport (offen)

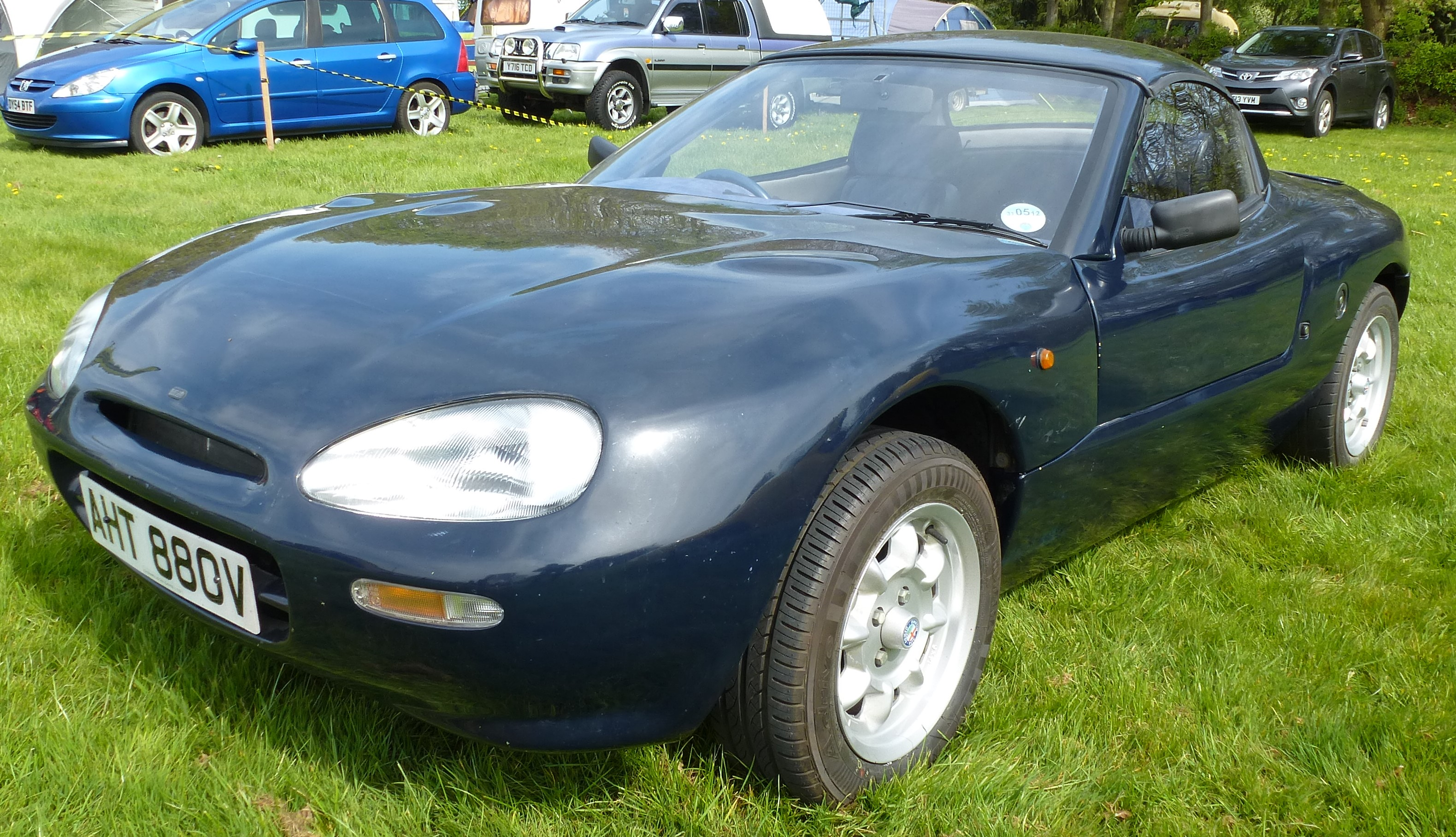
Minari Roadsport (geschlossen)

Minari ist eine britische Automarke.

## Markengeschichte
Sean Prendergast und Andrew Borrowman gründeten 1990 das Unternehmen Minari Engineering in Ranton in der Grafschaft Staffordshire. Sie begannen mit der Produktion von Automobilen und Kits. Der Markenname lautete Minari. 1994 erfolgte der Umzug nach Seighford, ebenfalls in Staffordshire. 2000 endete die Produktion.
Minari International aus Barrow Gurney in Somerset setzte die Produktion eines Modells ab 2000 fort. Zwei anderen Modelle wurden von 2006 bis 2008 durch Adrenaline Motorsport aus Newquay in Cornwall gefertigt, bevor 2008 Peninsula Sports Cars aus Redruth in Cornwall unter Leitung von Paul Featherstone-Harvey die Produktion übernahm.
Insgesamt entstanden bisher etwa 146 Exemplare.

## Fahrzeuge
Nachstehend eine Übersicht über die Modelle, Zeiträume, ungefähre Produktionszahlen, Hersteller und Kurzbeschreibungen.
| Modell           | Zeitraum | Stückzahl | Hersteller                                                                                         | Kurzbeschreibung |
| ---------------- | -------- | --------- | -------------------------------------------------------------------------------------------------- | --- |
| Minari Clubsport | 1990–    | 12        | - 1990–2000 Minari Engineering - seit 2000 Minari International                                    | Roadster mit Karosserie aus Fiberglas. Vierzylinder-Boxermotoren vom Alfa Romeo Alfasud und Alfa Romeo 33 treiben die Fahrzeuge an. |
| Minari Roadsport | 1993–    | 130       | - 1993–2000 Minari Engineering - 2006–2008 Adrenaline Motorsport - seit 2008 Peninsula Sports Cars | Überarbeitete Version des Clubsport.                                                                                                |
| Minari RSR       | 1997–    | 4         | - 1997–2000 Minari Engineering - 2006–2008 Adrenaline Motorsport - seit 2008 Peninsula Sports Cars | Leichtgewicht-Rennversion des Roadsport ohne Windschutzscheibe.                                                                     |